# Hereditary
Hereditary is een Amerikaanse horrorfilm uit 2018, geschreven en geregisseerd door Ari Aster.

## Verhaal
Na het overlijden van haar moeder Ellen Leigh probeert Annie Graham door te gaan met haar leven. Haar relatie met haar echtgenoot Steve, zoon Peter (16) en dochter Charlie (13) verloopt alleen moeizaam. Ze vraagt zich af of ze niet bedroefder zou moeten zijn om haar moeder, met wie haar relatie nooit heel goed was. Dit komt vooral doordat Ellen erg gesloten was. Annie bezoekt een praatgroep om over haar verlies te praten. Hier vertelt ze dat zowel haar ouders als haar broer psychische problemen hadden. Haar moeder had dis, haar vader heeft zichzelf doodgehongerd en haar broer heeft zichzelf op zijn zestiende opgehangen.
Peter wil naar een feest en vertelt zijn moeder dat het om een schoolactiviteit gaat. Zij verplicht hem daarom om zijn zusje mee te nemen. Charlie is allergisch voor noten. Ze eet op het feest een stuk chocoladetaart en krijgt een anafylactische reactie. Peter zet haar in de auto en probeert zo snel mogelijk naar een ziekenhuis te rijden. Omdat ze geen lucht krijgt, hangt Charlie haar hoofd uit het raam. Wanneer Peter uitwijkt voor een dood hert op de weg, wordt Charlie onthoofd door een telefoonpaal. Peter rijdt gechoqueerd naar huis, met het lichaam van zijn onthoofde zusje op de achterbank. Daar treft Annie haar de volgende morgen zo aan.
Annie wordt op het terrein bij de praatgroep aangesproken door een vrouw, Joan. Die vertelt haar dat ze ook een kind (en kleinkind) heeft verloren. Tijdens hun volgende ontmoeting valt Joan Annie opgetogen in de armen. Ze vertelt dat ze haar kleinkind heeft gesproken, in een seance. Ze neemt Annie mee naar haar huis en laat zien dat dit werkt. Joan haalt Annie over om naar huis te gaan en samen met Steve en Peter Charlie op te roepen. Ook dit lukt. Na een verzoek of Charlie haar aanwezigheid kenbaar wil maken, beweegt een glas uit zichzelf over tafel. Annie begint daarna te praten met de stem van haar dochter, tot Steve water over haar heen gooit.
Annie raakt ervan overtuigd dat de geest van haar dochter Peter kwaad wil doen. Omdat ze contact heeft gelegd door middel van Charlies schetsboek, probeert ze dat te verbranden in de open haard. Zodra het vlam vat, vliegt ook haar mouw in brand. Nadat ze het schetsboek uit het vuur vist, doven ook de vlammen op haar arm. Annie gaat naar het huis van Joan, maar die is weg. Binnen bevindt zich hetzelfde symbool dat ook te vinden was aan onder meer de halsketting van Ellen en op de telefoonpaal die Charlie onthoofdde.
Het valt Annie op dat de deurmat van Joan gelijkenissen vertoont met handwerken van haar moeder. Wanneer ze thuis een fotoalbum van Ellen doorzoekt, vindt ze daarin foto's van haar moeder samen met Joan. Daarnaast vindt ze tussen de spullen een boek over Paimon, een van de koningen in de hel. Ellen behoorde tot een sekte die hem aanbidt en hem een menselijk lichaam op Aarde wil verschaffen, bij voorkeur mannelijk. Wanneer Annie op zolder gaat kijken, ziet ze daar het onthoofde lichaam van haar moeder en vreemde symbolen op de muur. Peter verliest intussen op school de controle over zijn lichaam. Zijn gezicht raakt verwrongen, zijn arm neemt een onnatuurlijke houding aan en hij breekt zijn neus wanneer hij met zijn gezicht op zijn tafel slaat.
Annie probeert haar sceptische echtgenoot uit te leggen wat er aan de hand is. Ze stuurt hem naar de zolder  en legt uit wat er gebeurde toen ze Charlies schetsboek in de haard gooide. Ze denkt dat ze Peter kan redden door Charlies schetsboek en daarmee zichzelf te verbranden. Ze vraagt hem om het voor haar in de haard te gooien. Steve denkt dat Annie ziek is en weigert mee te gaan in haar 'waan'. Wanneer ze het schetsboek zelf in het vuur gooit, gaat niet zij maar Steve in vlammen op. Een groenblauw licht gaat haar lichaam binnen.
Peter wordt wakker en vindt het verkoolde lichaam van zijn vader. Wanneer een bezeten Annie achter hem aankomt, vlucht hij naar de zolder. Hier onthoofdt Annie zichzelf met een pianosnaar terwijl ze in de lucht zweeft. Verschillende naakte sekteleden kijken toe. Peter springt uit het raam en blijft bewegingsloos liggen. Nadat een groenblauw licht zijn lichaam binnengaat, komt hij bij. Hij ziet het lichaam van zijn moeder de boomhut in zweven en volgt haar. Hier staat een paspop met daarop Charlies gekroonde hoofd. Joan en andere sekteleden knielen voor hem. De onthoofde lichamen van Annie en Ellen bevinden zich in dezelfde positie. Wanneer 'Peter' binnenkomt wordt hij door Joan begroet als Charlie. Vervolgens maakt Joan hem duidelijk dat hij Paimon is, verlost van zijn vrouwelijke lichaam en in het vlees waarin hij hoort. De andere sekteleden en zij zweren trouw aan hem.

## Rolverdeling
| Acteur            | Personage      |
| ----------------- | -------------- |
| Toni Collette     | Annie Graham   |
| Alex Wolff        | Peter Graham   |
| Milly Shapiro     | Charlie Graham |
| Gabriel Byrne     | Steve Graham   |
| Ann Dowd          | Joan           |
| Kathleen Chalfant | Ellen          |

## Release en ontvangst
Hereditary ging op 21 januari 2018 in première op het Sundance Film Festival en werd meteen omschreven als mogelijk de meest angstaanjagende film van het jaar. De film kreeg positieve kritieken van de filmcritici met een score van 92% op Rotten Tomatoes, gebaseerd op 175 beoordelingen.
In het weekend van 8 juni kwam de film in de Verenigde Staten uit in 2964 bioscopen en bracht aan de kassa ruim 13 miljoen US$ op.